# Emmanuel Laroche
Emmanuel Laroche, francoski jezikoslovec, predavatelj in akademik, * 11. julij 1914, † 16. junij 1991.
Laroche je deloval kot profesor za splošno lingvistiko in primerjalno slovnico na Univerzi v Strasbourgu in direktor Francoskega arheološkega inštituta v Carigradu in bil dopisni član Slovenske akademije znanosti in umetnosti (od 29. marca 1979).